# فيكتور ويبستر
فيكتور ويبستر هو عارض وممثل كندي، ولد في 7 فبراير 1973 في كندا.

## أعمال

### أفلام
- (2003) إسقاط المنزل[3]
- (2007) رمال النسيان
- (2009) بدائل[4][5]
- (2012)  معركة من أجل الخلاص[6]
- (2014) موت الضوء
- (2015)  البحث عن الطاقة
- (2016)  نهاية اللعبة

### مسلسلات
- أم
- إن سي آي إس
- لوس أنجلوس
- ميامي
- عقول إجرامية
- كاسل

## وصلات خارجية
- فيكتور ويبستر على موقع IMDb (الإنجليزية)
- فيكتور ويبستر على موقع ألو سيني (الفرنسية)
- فيكتور ويبستر على موقع أول موفي (الإنجليزية)
- فيكتور ويبستر على موقع قاعدة بيانات الأفلام السويدية (السويدية)
- فيكتور ويبستر على موقع إن إن دي بي (الإنجليزية)
- فيكتور ويبستر على موقع قاعدة بيانات الفيلم (الإنجليزية)
- فيكتور ويبستر على موقع كينوبويسك (الروسية)